# International Standard Recording Code

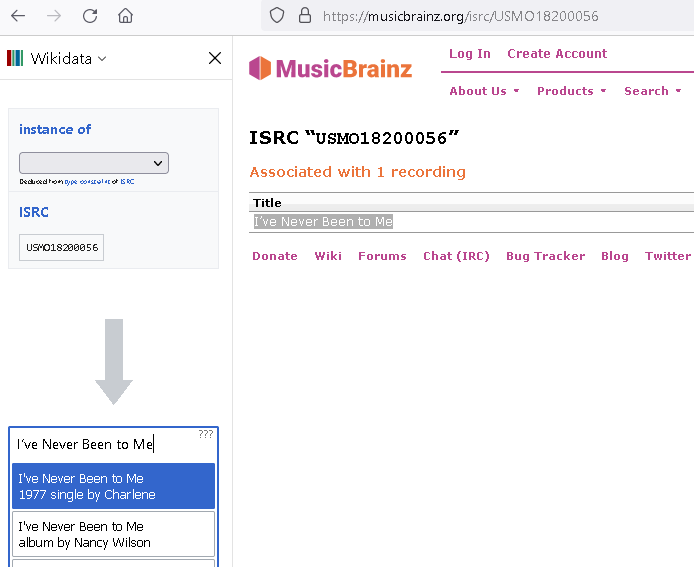
Captura de pantalla de un ISRC recuperado por Wikidata para Firefox del sitio web musicbrainz

El Código Estándar Internacional de Grabación (International Standard Recording Code) o ISRC por sus siglas en inglés, definido por el código ISO 3901, es un código estándar de carácter internacional para identificar únicamente grabaciones de audio y videos musicales. La Federación Internacional de la Industria Fonográfica fue designada por la Organización Internacional para la Estandarización (ISO) como un registro de autoría para este estándar. El comité ISO TC 46/SC 9 es el responsable de las regulaciones del estándar. Hay que señalar que un código ISRC identifica a una grabación en particular, mas no la canción (o melodía) en sí. Se pueden encontrar diferentes grabaciones, versiones y "remixes" de la misma canción y aun así tienen su propio código.
Los códigos ISRC son emitidos por agencias nacionales (en función del país y su asociación con IFPI), así como Gestores de ISRC oficialmente autorizados.

## Formato
El código ISRC siempre contendrá 12 caracteres, en la forma "CC-XXX-00-11111" (sin guiones, pero se separan para hacer más accesible su lectura). Las cuatro partes se componen de:
- "CC" es el código de país del país en que se emitió el ISRC (no necesariamente la ubicación del artista o disquera)
- "XXX" es el código de registro alfanumérico que identifica al emisor del Código ISRC.
- "00" son los dos últimos dígitos del año de registro (en el pasado, esto representaba el año de la grabación).
- "11111" son los 5 dígitos identificadores

Como ejemplo, la grabación de la canción "Enquanto Houver Sol" por el grupo brasileño Titãs tiene como ISRC BRBMG0300729:
- BR para Brasil (país)
- BMG para BMG (registrante)
- 03 para el año de registro 2003
- 00729 el número único de la canción

## Consiguiendo Códigos ISRC
Los Códigos ISRC no se pueden obtener directamente de la IFPI. La emisión de ISRC es supervisada por agencias específicas de cada país designadas por la IFPI. Estas agencias nacionales podrán emitir códigos directamente al público o pueden utilizar gestores de ISRC autorizados a emitir ISRC. Los Códigos ISRC se pueden obtener directamente de la agencia de su país o de un gestor de ISRC licenciado.

## Funcionalidad del código ISRC y ventajas
La asignación del ISRC es fundamental para lograr una correcta gestión de las grabaciones y de los beneficios vinculados a éstas:
- El ISRC entre sus funciones más importante es la interoperabilidad en  distintas bases de datos, dispositivos digitales y estándares de comunicación electrónica.
- El código ISRC gestiona los derechos de los diferentes formatos, vías de distribución o artículos.
- Los distribuidores incluyen el ISRC en sus bases de datos y en distintas clases de información como reseñas, reportes de venta, etc.
- Los medios de difusión emplean el código ISRC para elaborar sus planillas sobre la utilización de las grabaciones, ya sean medios convencionales y digitales.
- Proporciona interoperabilidad de información entre distintos sistemas y organizaciones.

El ISRC también es un código bastante provechoso frente a la piratería.